# Быков, Дмитрий Вячеславович
Дми́трий Вячесла́вович Бы́ков (род. 5 мая 1977, Ижевск, СССР) — российский хоккеист, защитник. Заслуженный мастер спорта России (2002). Тренер.

## Биография
Начинал профессиональную карьеру в ЦСК ВВС Самара. Играл за клубы «Лада» (Тольятти), «Торпедо» Ярославль, «Ак Барс» Казань.
В 2002 году завоевал серебряные медали на чемпионате мира в Швеции и звание заслуженного мастера спорта.
В НХЛ играл в составе «Детройт Ред Уингз» в паре с Никласом Лидстремом.

## Статистика
| Легенда | Легенда                    | Легенда | Легенда                   | Легенда | Легенда    |
| ------- | -------------------------- | ------- | ------------------------- | ------- | ---------- |
| И       | Количество проведённых игр | Штр     | Штрафное время            | +/−     | Плюс-минус |
| Г       | Голы                       | П       | Голевые передачи          | О       | Очки       |
| -       | Статистика неизвестна      | —       | Статистика не учитывалась |         |            |

### Клубная карьера
- a В этом сезоне в «Плей-офф» учитывается статистика игрока в Кубке Надежды.

### Международные соревнования
- На Викискладе есть медиафайлы по теме Быков, Дмитрий Вячеславович